# La Creu del Canonge
La Creu del Canonge és una muntanya de 1.031 m alt del límit dels termes comunals de Costoja i Sant Llorenç de Cerdans, de la comarca del Vallespir, a la Catalunya del Nord, i municipal de Maçanet de Cabrenys, de l'Alt Empordà.
Es troba a l'extrem sud-est del terme de Sant Llorenç de Cerdans, en el nord-est de Costoja i en el nord-oest de Maçanet de Cabrenys. És al sud-est del Coll de la Pedra Dreta, a llevant de la partida llorencina de Provadona.
En aquest cim hi ha la fita transfronterera número 544, un cub quadrat, acabat en piràmide, de ciment, situat a 100 metres del cim del puig.